# 黑枕王鶲
，为王鶲科王鶲属的鸟类。主要分布於熱帶亞洲，模式产地位於菲律宾呂宋島。
黑枕藍鶲是一種纖細敏捷的雀形目鳥類，隸屬於南亞及東南亞的王鶲科。牠們具有兩性異形，雄鳥頭後有一塊顯著的黑色斑塊，並有一條窄窄的黑色半圍領（「項鍊」），而雌鳥顏色較暗淡，翅膀呈橄欖棕色，且頭部沒有黑色斑紋。牠們的叫聲與綬帶鳥相似，在熱帶森林中，成對的鳥可能會加入混種群覓食群。不同地區的種群在羽毛顏色和大小上略有差異。

## 分類
黑枕藍鶲最早由法國博學家喬治-路易·勒克萊爾·德·布豐於1779年在其著作《鳥類自然史》（Histoire Naturelle des Oiseaux）中描述。 這種鳥也出現在由弗朗索瓦-尼古拉·馬丁內手繪上色的插圖中，該插圖收錄於由艾德姆-路易·多賓頓監製的《自然史彩繪圖集》（Planches Enluminées D'Histoire Naturelle）中，作為布豐文本的補充。 插圖的標題和布豐的描述中均未包含學名，但荷蘭自然學家彼得·博達爾特於1783年在其《彩繪圖集目錄》中為其命名為Muscicapa azurea。 布豐指出，其標本採集自菲律賓，但美國鳥類學家詹姆斯·L·彼得斯於1939年將模式產地限縮為呂宋島的馬尼拉。 黑枕藍鶲現被歸於德國動物學家弗里德里希·博伊厄於1826年創立的王鶲屬（Hypothymis），並將黑枕藍鶲定為模式種。 屬名來自古希臘語hupothumis，為劇作家阿里斯托芬所提到的一種未知鳥類的名稱。種小名azurea來自中古拉丁語azureus，意指「天藍色」或「蔚藍色」。
部分學者將兩個亞種H. a. blasii（邦加伊島）和H. a. puella（蘇拉威西）分離，並將它們歸為淡藍王鶲（Hypothymis puella）的亞種。

### 亞種
目前認可的亞種有23個：
- H. a. styani – (Hartlaub, 1899)：最初被描述為姬鶲屬Ficedula中的獨立物種，分布於印度、尼泊爾至中國東南部及越南。雄鳥腹部呈白色。在中國分布於台灣、華南（广西、广东、海南、四川、贵州、云南、福建）一帶。该物种的模式产地在海南。[11]
- H. a. oberholseri – Stresemann, 1913：分布於台灣。臺灣話稱染布鳥(ní-pòo-tsiáu)。模式产地位於台湾，為台灣的特有亞種。[12]
- H. a. ceylonensis – Sharpe, 1879：最初被描述為獨立物種，分布於斯里蘭卡。雄鳥沒有黑色項鍊。
- H. a. tytleri – (Beavan, 1867)：最初在闊嘴鶲屬（Myiagra）中被描述為獨立物種，分布於安達曼群島。雄鳥腹部呈藍色。
- H. a. idiochroa – Oberholser, 1911：分布於卡爾尼科巴島（尼科巴群島北部）。雄鳥腹部為帶藍色調的白色。
- H. a. nicobarica – Bianchi, 1907：分布於尼科巴群島南部。雄鳥腹部為帶藍色調的白色。
- H. a. montana – Riley, 1929：分布於泰國北部和中部。
- H. a. galerita – (Deignan, 1956), 1929：分布於泰國西南部和東南部。
- H. a. forrestia – Oberholser, 1911：分布於丹老群島（位於緬甸西部外海）。
- H. a. prophata – Oberholser, 1911：分布於馬來半島、蘇門答臘和婆羅洲。
- H. a. javana – Chasen & Kloss, 1929：分布於爪哇和峇里島（印尼）。
- H. a. penidae – Meise, 1942：分布於珀尼達島（位於小巽他群島的峇里附近）。
- H. a. karimatensis – Chasen & Kloss, 1932：分布於卡里馬塔群島（位於婆羅洲西部外海）。
- H. a. opisthocyanea – Oberholser, 1911：分布於安南巴斯群島（位於南海）。
- H. a. gigantoptera – Oberholser, 1911：分布於大納土納島（納土納群島，南海）。
- H. a. consobrina – Richmond, 1902：最初被描述為獨立物種，分布於錫默盧島（位於蘇門答臘西北外海）。
- H. a. leucophila – Oberholser, 1911：分布於西比路島（位於蘇門答臘西部外海）。
- H. a. richmondi – Oberholser, 1911：分布於恩加諾島（位於蘇門答臘西南外海）。
- H. a. abbotti – Richmond, 1902：最初被描述為獨立物種，分布於雷烏薩姆島和峇比島（位於蘇門答臘西北外海）。
- H. a. symmixta – Stresemann, 1913：分布於小巽他群島西部和中部。
- 菲律賓黑枕藍鶲（H. a. azurea）– (Boddaert, 1783)：亦稱為黑頂王鶲和菲律賓黑枕藍王鶲，分布於菲律賓（甘米銀省南部除外）。
- H. a. aeria – Bangs & Peters, JL, 1927：最初被描述為獨立物種，分布於瑪拉圖亞島（位於婆羅洲東部外海）。
- H. a. catarmanensis – Rand & Rabor, 1969：分布於菲律賓南部的卡米金島。

## 描述

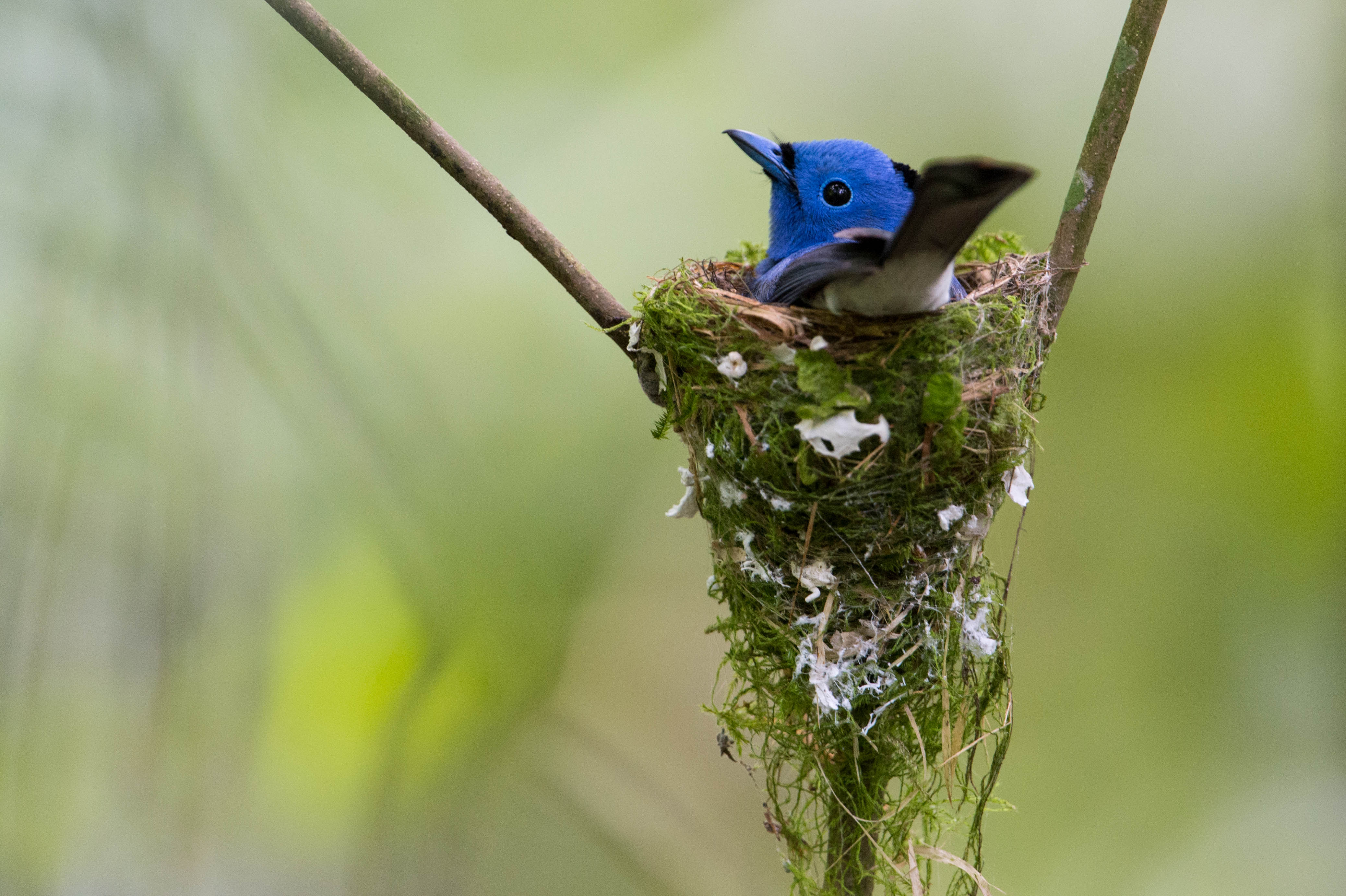
H. a. montana at nest in Thailand

成年雄性黑枕藍鶲體長約16公分，主要呈淡天藍色，腹部下方為白色。牠具有黑色的枕部和窄窄的黑色頸帶。雌鳥顏色較為暗淡，且沒有黑色斑紋，翅膀和背部為灰棕色。然而，不同地理區域的繁殖種群在斑紋的範圍和色調上有所差異。印度半島的亞種H. a. styani（包含斯圖爾特·貝克的H. a. sykesi），雄鳥具有非常明顯的黑色斑紋及白色腹部。斯里蘭卡的亞種H. a. ceylonensis雄鳥則缺乏黑色枕部和頸帶，色調更偏紫色。安達曼群島的亞種H. a. tytleri腹部為藍灰色。卡爾尼科巴島的亞種H. a. idiochroa腹部為灰白色，而尼科巴群島南部的H. a. nicobarica喙較小且細。 鳥喙基部的嘴縫顏色從黃綠色到綠色不等。

## 分布與棲地
黑枕藍鶲分布於熱帶南亞，從伊朗和斯里蘭卡東至印尼和菲律賓。此物種通常棲息於濃密森林及其他樹木繁茂的環境中。
牠的叫聲為尖銳而短促的skrip。 在印度的主要繁殖季節為夏季的5月至7月。牠們會在樹枝的分叉處築造杯狀巢，巢內裝飾著蜘蛛的卵囊。

## 行為與生態

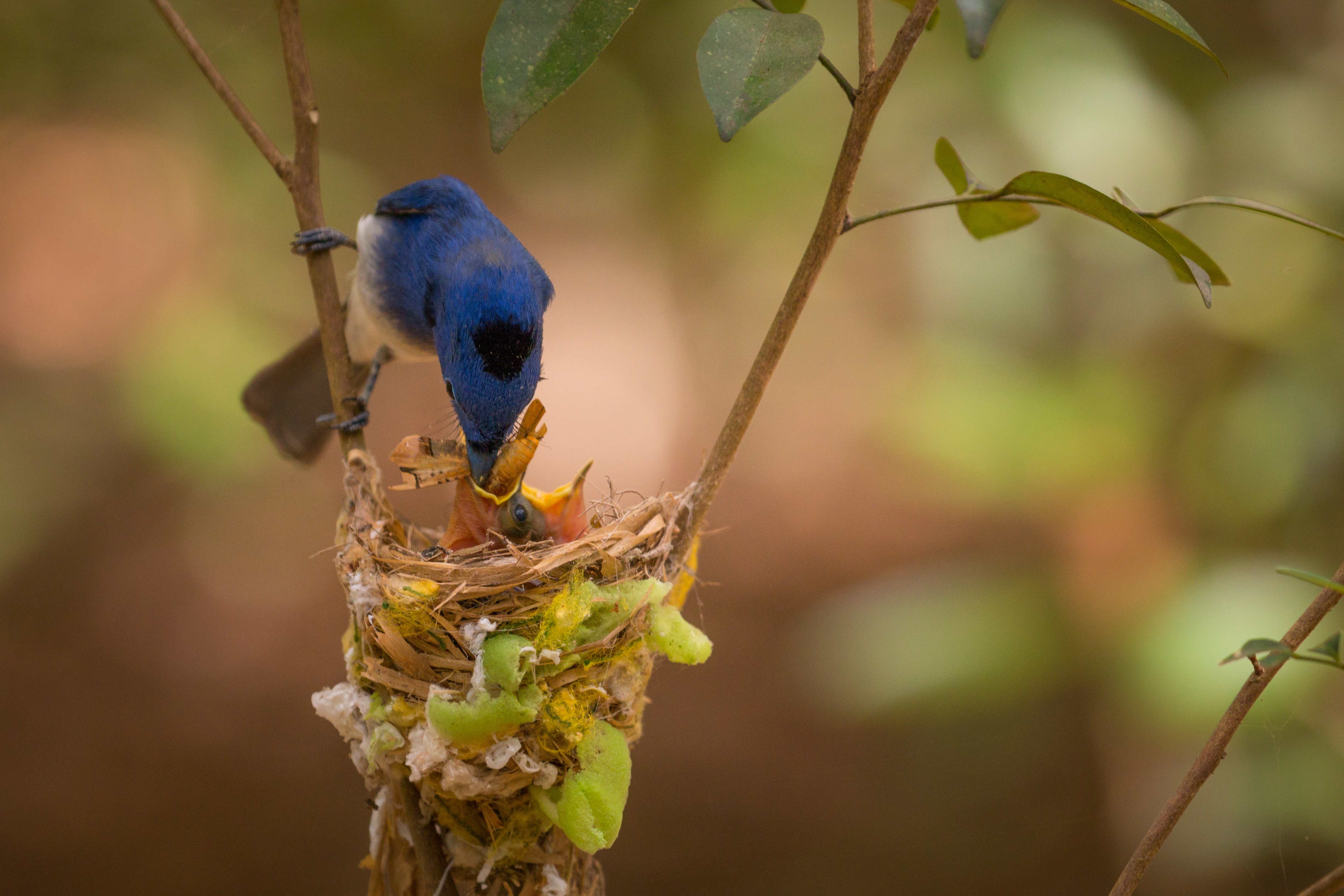
Black-naped monarch feeding its nestlings at Wilpattu national park – Sri Lanka

黑枕藍鶲腿部短小，停棲時姿勢非常直立，像伯勞一樣顯眼。牠是食蟲性的，常以捕捉飛行中的昆蟲為食。當受驚或保持警覺時，牠的枕部羽毛會豎起，形成尖尖的冠狀。 牠們會加入混種群覓食群，並且是西高止山脈混群中最重要的成員之一，活躍於森林樹冠層的下層。 斯里蘭卡的一項研究顯示，牠們會因人類活動的干擾而退避至距離干擾邊緣約75米的地方。
儘管牠們大多為定居性鳥類，但已知有局部的季節性移動。 在印度的繁殖季節為3月至8月，牠們的巢是一個整齊的杯狀巢，置於樹枝的分叉處。巢內襯有蜘蛛網絲和真菌絲，包含小皮傘屬（Marasmius），這些真菌已知能產生抗生素，可能藉此保護幼鳥免於感染。 巢由雌鳥築造，雄鳥負責守護。典型的一窩蛋有三顆，雙親共同孵蛋，幼鳥約12天後孵化，雙親共同餵養幼鳥。
大型蜘蛛如大木林蜘蛛（Nephila maculata）的蜘蛛網曾被發現能捕捉這種鳥類。 柬埔寨的一隻黑枕藍鶲被檢測出感染了一種星狀病毒，這種病毒此前並未在雀形目鳥類中發現。 來自越南的黑枕藍鶲身上發現了羽蟎Proterothrix hypothymis（隸屬於羽蟎科: Protophyllodidae）。

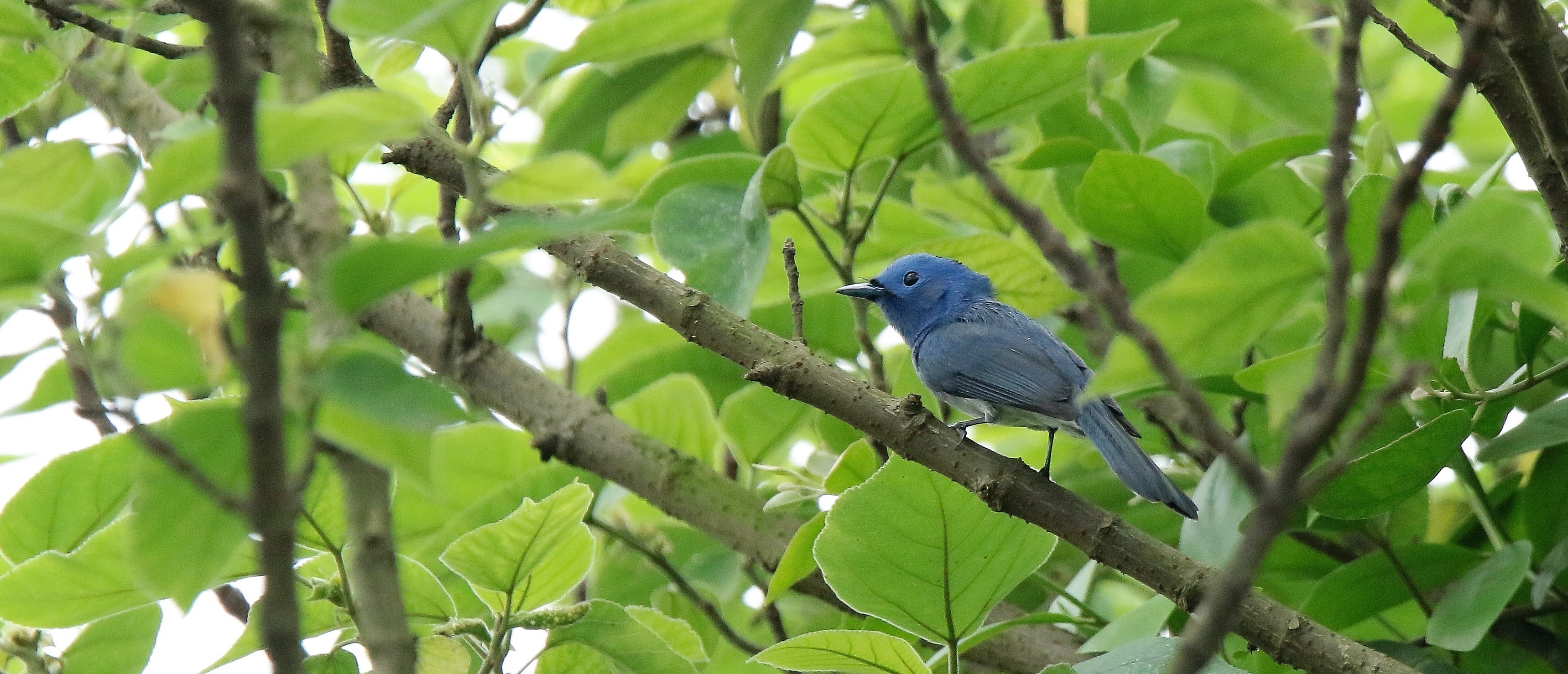
Male

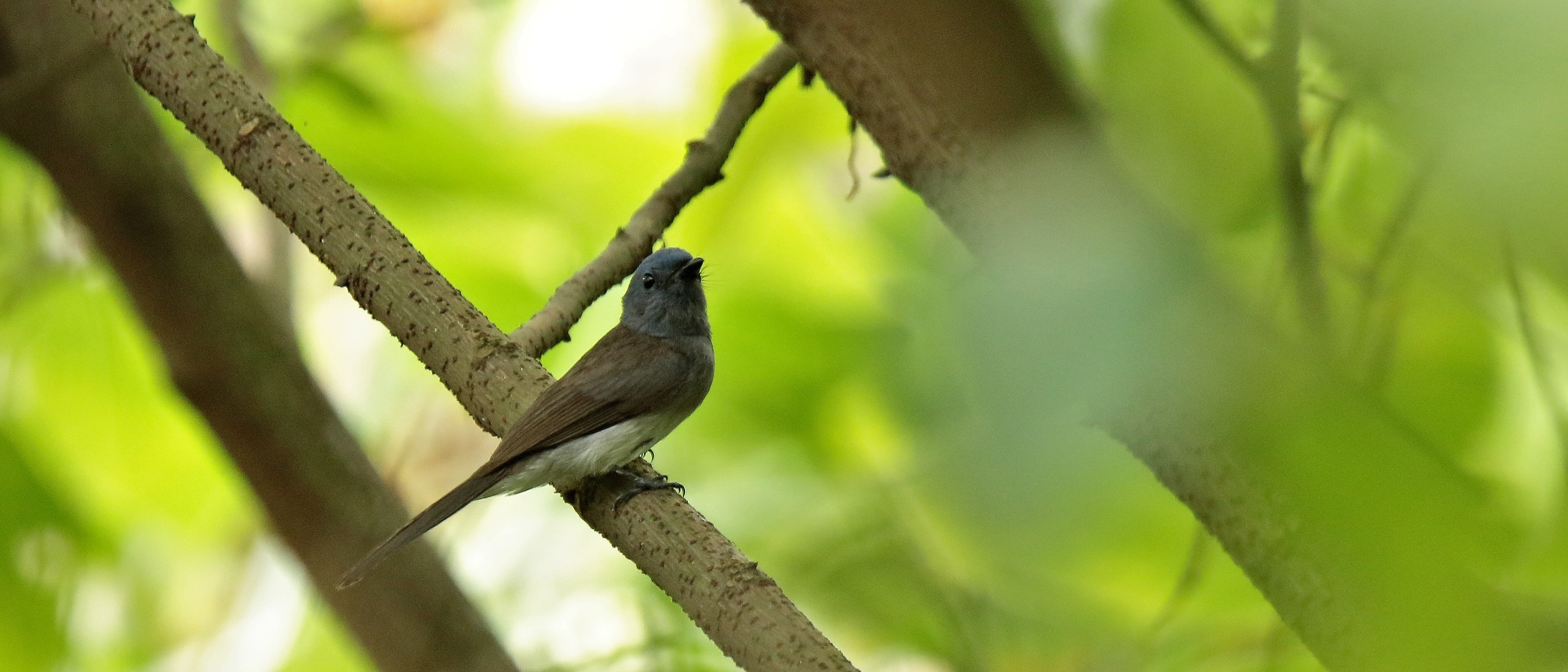
Female